# Donald Trump második elnöksége
Donald Trump második elnöksége 2025. január 20-án kezdődött meg, az elnök beiktatásával. Trump, aki egy floridai republikánus politikus, 2017 és 2021 között is az ország elnöke volt, akkor még New York államból. A 2024-es elnökválasztáson Kamala Harris alelnököt győzte le, miután Harris átvette a jelöltséget Joe Bidentől, a korábbi elnök visszalépése után.
Elnöksége első heteiben sok elnöki rendeletet írt alá, amelyeknek egy részét peres eljárások követték, bevezetett vámokat és megkezdett deportálási folyamatokat. Elnöki kegyelemet adott a Capitolium 2021-es ostromában részt vevő több, mint 1500 személynek. Betiltotta a menedékkérők beutazását az Egyesült Államokba, rendkívüli állapotot hirdetett a déli határon, véget akart venni a születéskor megszerzett amerikai állampolgársághoz való jognak, illetve aláírta a Laken Riley-törvényt. Létrehozta az átmeneti Kormányzati Hatékonysági Minisztériumot (DoGE) Elon Musk vezetésével, amelynek következtében sok ezer amerikai vesztette el munkáját. Belpolitikájának középpontjában a One Big Beautiful Bill Act törvény állt, amely leginkább a gazdagok adóinak és a egészségbiztosítási hozzáférés csökkentésére fókuszált.
A nemzetközi politikában Trump kiléptette az országot az Egészségügyi Világszervezetből, a párizsi éghajlatvédelmi egyezményből és az UNESCO-ból. Kereskedelmi háborút kezdeményezett Kanadával és Mexikóval megemelt vámokon keresztül, illetve fenyegetőzött Kanada, Grönland és a Panama-csatorna annektálásával. Javasolta a palesztinok kitelepítését a Gázai övezetből és az amerikai hatalomátvételt a területen. Az orosz–ukrán háborúban a kormánya engedményeket ajánlott Oroszországnak, hozzáférést kért Ukrajna olaja feléhez az amerikai segítségért cserében és hamis kijelentéseket tett, hogy Ukrajna kezdte a háborút. Ezek mellett belépett Izrael Irán elleni háborújába, és feltétel nélkül támogatta a korábbi országot.
Trump a második elnök az Egyesült Államok történetében, aki nem egymást követő terminusokban szolgált (Grover Cleveland után), illetve a legidősebb személy, akit beiktattak a posztra. 2016-os és 2024-es győzelmei után nem indulhat újra.

## Áttekintés

### Első elnöksége
Donald Trump első elnöksége politikája a következő cikkben olvasható: Donald Trump első elnöksége.

### Két elnöksége között
Két elnöksége között Trump ellen több eljárást is indítottak, az egyikben el is ítélték, az ország első elnöke lett, akit hivatalosan is bűnözőnek nyilvánítottak.
Trump hivatalosan 2022. november 15-én jelentette be elnöki kampányát a Mar-a-Lago rezidenciából, egy egyórás beszédben. 2024 márciusában Trump megszerezte a republikánus jelöltséget, megkapva a delegáltak többségét. Alelnökjelöltjének JD Vance-t, Ohio szenátorát és korábbi kritikusát választotta ki, a 2024-es Republikánus Nemzeti Gyűlésen jelölte őket hivatalosan a párt.
Joe Biden, a hivatalban lévő elnök eleinte indult a választáson, 2024 márciusában lett a párt feltételezett jelöltje, minimális ellenzékkel. Azt követően viszont, hogy borzalmasan teljesített egy Trump elleni vitában, életkora és egészsége következtében visszalépett 2024 júliusában. Biden alelnökét, Kamala Harrist támogatta, mint a párt következő jelöltje, aki július 21-én jelentette be kampányát. A következő napon Harrist megszerzett elég delegáltat, hogy a párt feltételezett jelöltje legyen, majd 2024 augusztusában a demokraták hivatalosan is őt jelölték, Tim Walz kormányzóval együtt.
2024. november 6-án, egy nappal a választást követően, Trump lett Wisconsin állam győztese, ezzel megszerezve elég elektort a választás megnyeréséhez. Végül a különbség 312–226 lett, az elektori szavazatokat január 6-án hitelesítették.

### A választás utáni időszak és az első 100 nap

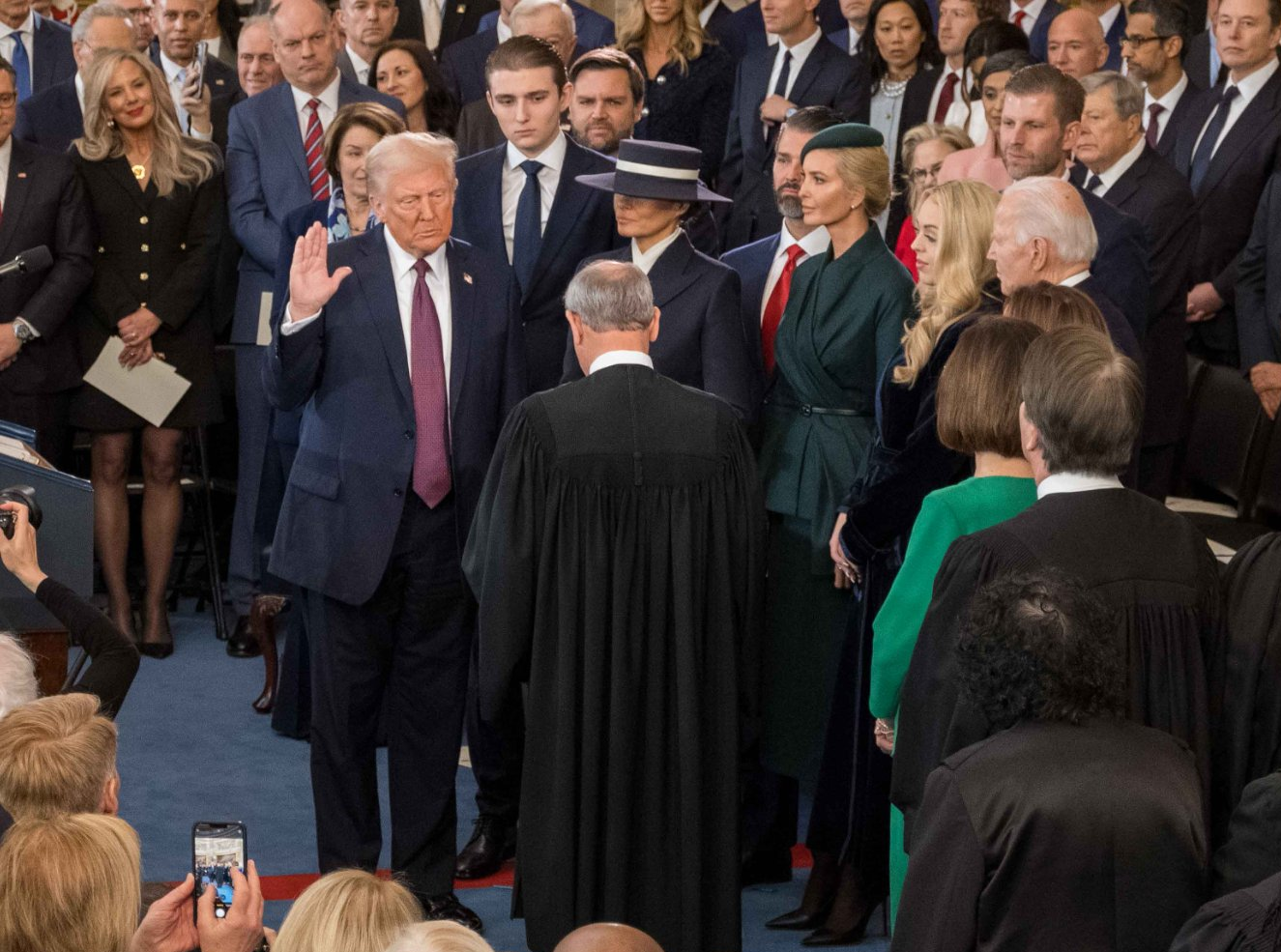
Az elnöki beiktatása 2025. január 20-án

A választás napját követő hatalomátvételi folyamat hivatalosan november 6-án kezdődött meg, bár Trump már augusztusban megbízta Linda McMahont és Howard Lutnickot a tervezés megkezdésével. A The New York Times információi szerint Trump babonás, és ezért nem volt hajlandó az átmeneti időszakról beszélni november 5-ig. Sok hagyományos folyamatból kimaradt, decemberig nem adott be etikai tervezetet a kampány. December végére bejelentette összes jelöltjét kabinetposztokra.
Trumpot az Egyesült Államok Capitoliumában iktatták be 2025. január 20-án, Joe Bidentől átvéve az irányítást. John G. Roberts vezette a ceremóniát, amely 1985 óta először beltéri volt. Két nappal beiktatása előtt Trump bemutatott egy mém-kriptovalutát $Trump néven.
Hivatalba lépését követően Trump aláírt több tucat rendeletet, amellyel szakértők szerint azt próbálta próbálgatni, hogy meddig terjed hatalma. Sok rendelettel kapcsolatban azonnal beperelték a kormányt. Több rendeletet írt alá első napján, mint bármely elnök az ország történetében. Négy nappal hivatalba lépése után a Time és a Bloomberg elemzése szerint rendeleteinek majdnem kétharmada megegyezett vagy részben megegyezett a Project 2025 terveivel.

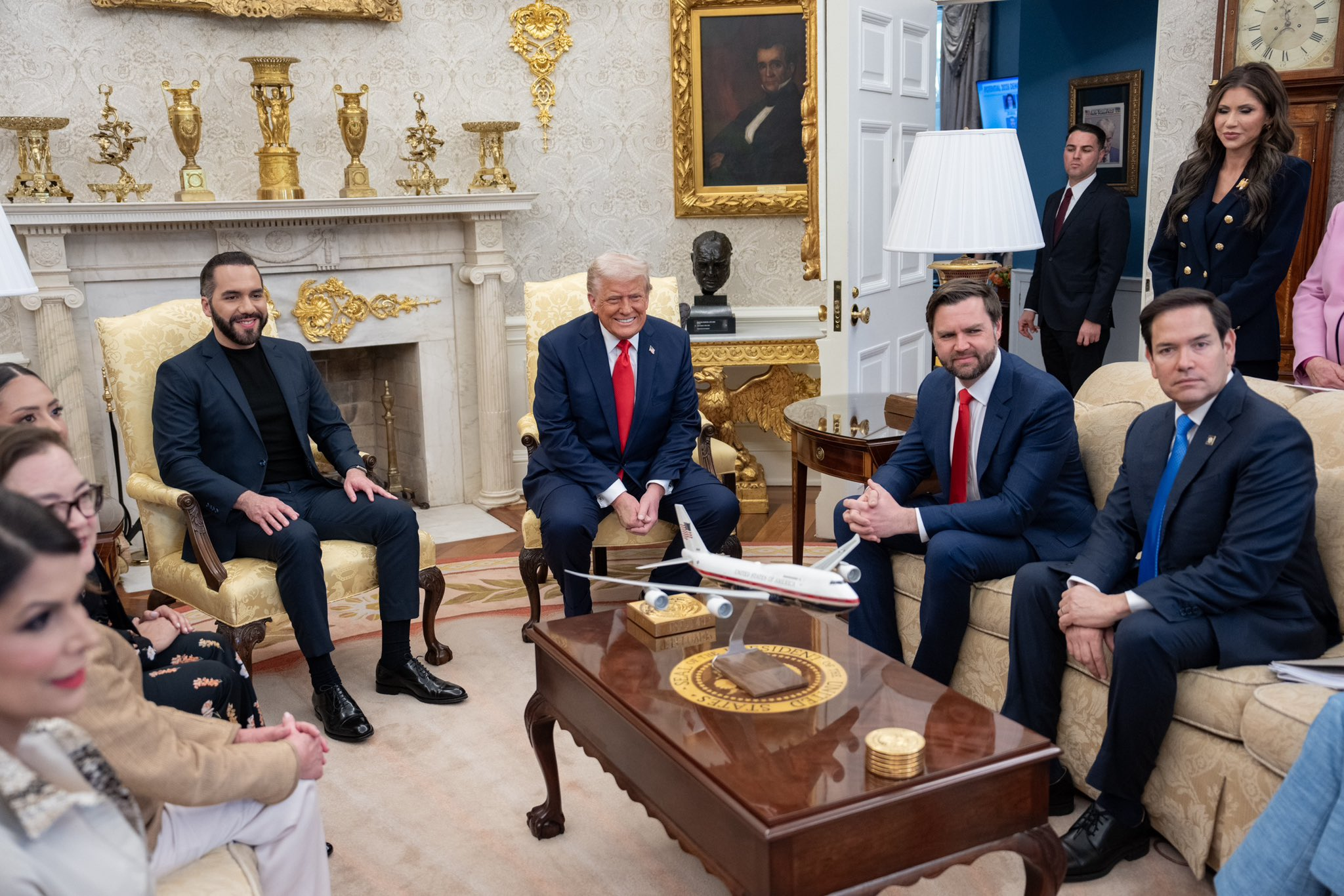
Trump az Ovális Irodában fogadta Nayib Bukele salvadori diktátort

Februárt bombázásokkal kezdte Szomáliában, illetve vámjaira válaszként Kanada és Mexikó is bejelentett válaszlépéseket. Marco Rubio külügyminiszter Salvadorba látogatott, ahol Nayib Bukele elnök felajánlja a Terrorizmuskorlátozási Központ (CECOT) börtönt az amerikai kormány használatára. Ezek mellett végett vetetett 300 ezer venezuelai menekült védelmének, fogadta a Fehér Házba Benjámín Netanjáhú izraeli miniszterelnököt, amely találkozás alkalmával felvetetette a palesztinok végeleges kitelepítését Gázából, találkozott Isiba Sigeru japán miniszterelnökkel, II. Abdullah jordán királlyal, Narendra Modi indiai miniszterelnökkel, Emmanuel Macron francia elnökkel, Keir Starmer brit miniszterelnökkel, Volodimir Zelenszkij ukrán elnökkel, Micheál Martin ír miniszterelnökkel, Mark Rutte NATO-főtitkárral, beszélt Vlagyimir Putyinnal az orosz-ukrán háborúról, kirúgta a Kennedy Center vezetőségét, magát kinevezve elnökeként, kitiltotta az Associated Press újságíróit az Ovális Irodából és az Air Force One-ról, megtartotta első kabinetülését több, mint egy hónappal elnöksége kezdete után, bejelentett vámokat Kína, Mexikó és Kanada ellen, illetve folyamatos tüntetések kerültek megrendezésre elnöksége ellen országszerte.

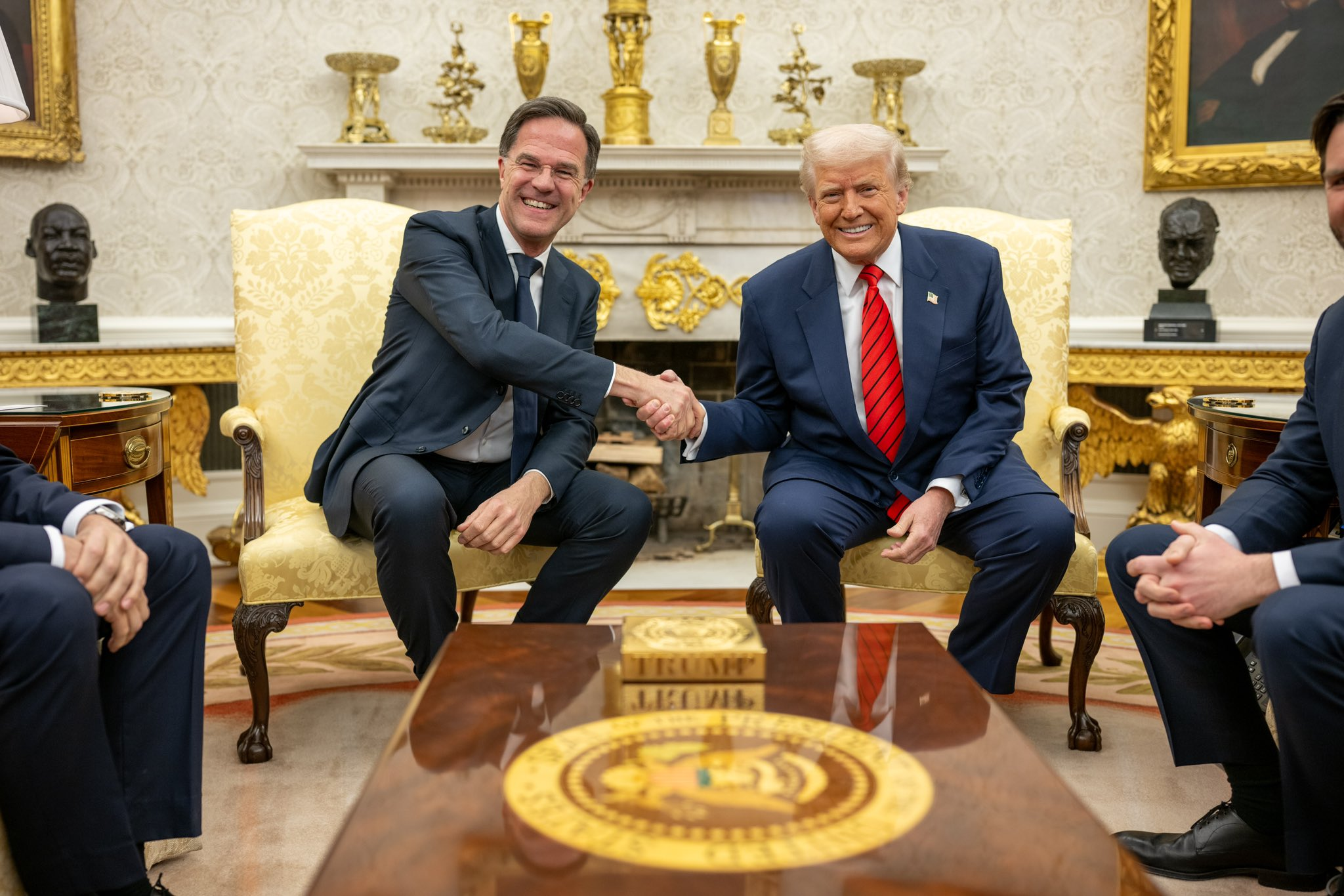
Trump és Mark Rutte NATO-főtitkár

Márciusban aláírt egy rendeletet, amely az angolt tenné az ország hivatalos nyelvévé. Szüneteltette a vámokat Kanada és Mexikó ellen. Az ICE a hónapban New York-i otthonában letartóztatta Mahmoud Khalil palesztinjogi aktivistát, aki állandó letelepedési joggal rendelkezett az országban. Ez volt az első alkalom, hogy valakit megpróbáltak deportálni az Egyesült Államokból, mert tüntetett Izrael ellen. Ezt később több, mint 300 tüntető diák vízumának a megvonása követte. Egy 18. századi törvény segítségével bejelentette, hogy több száz venezuelai személyt is deportál az országból, annak ellenére, hogy egy bíróság ezt megtiltotta. Mindezek mellett beszédet mondott a Kongresszus előtt, bombázta a jemeni hútikat, felszólította oktatási miniszterét, hogy kezdje el beszüntetni a minisztériumot, kitört a Signal-botrány, visszavonta Elise Stefanik ENSZ-nagyköveti jelölését és találkozott Alexander Stubb finn elnökkel.

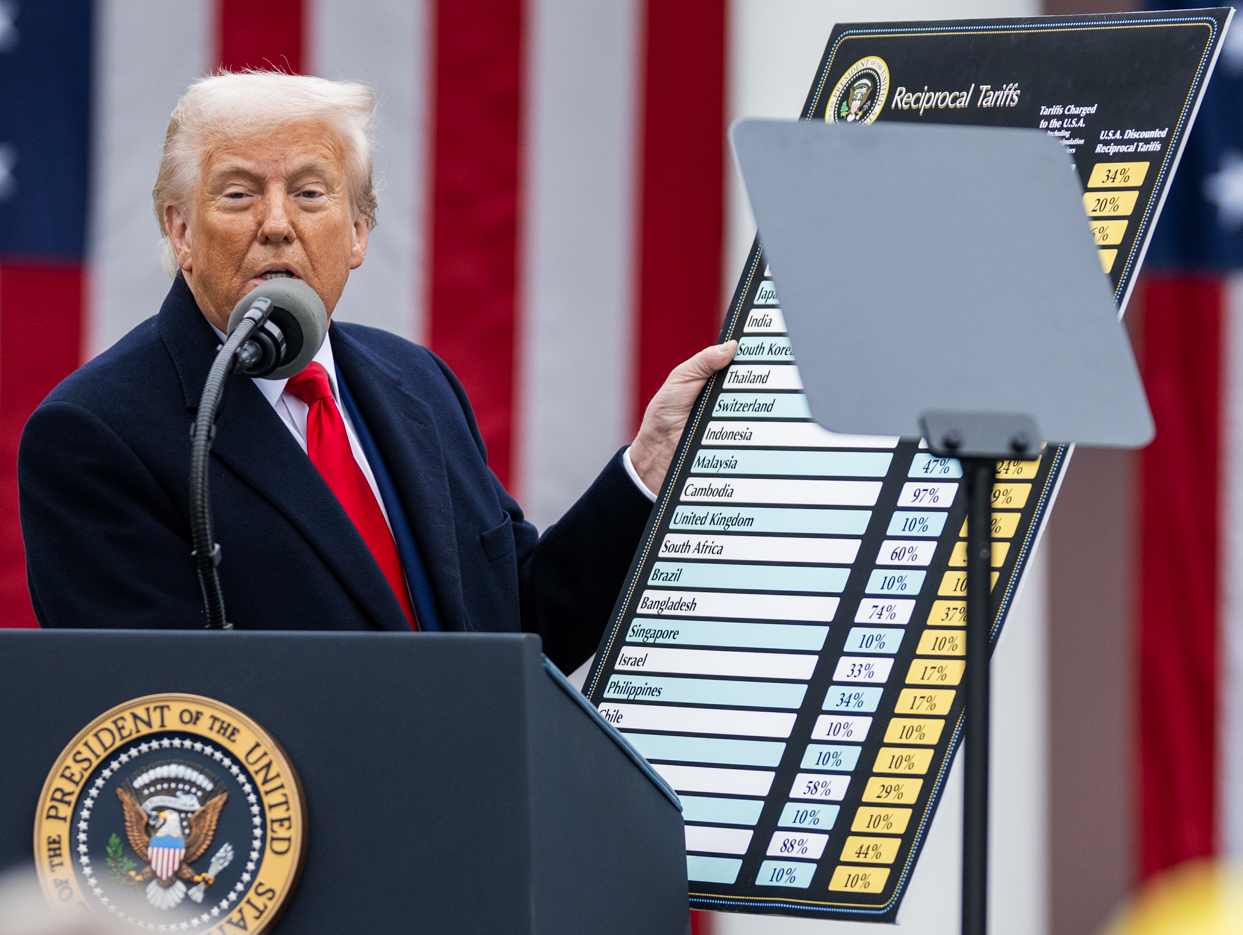
Trump vámtarifái bejelentése közben

Trump április 2-án általános vámtarifákat jelentett be a világ legtöbb országa ellen a „felszabadulás napján,” amelyet egy héttel később szüneteltetett 90 napra, Kína kivételével, 145%-ra emelve a büntetővámot. Ezek mellett ismét vendégül fogadta a Fehér Házban Benjámín Netanjáhút és Nayib Bukelét, miután egy amerikai férfit jogtalanul deportáltak Salvador CECOT börtönébe. Találkozott még Giorgia Meloni olasz miniszterelnökkel, Jonas Gahr Støre norvég miniszterelnökkel, Volodimir Zelenszkij ukrán elnökkel, a Harvard Egyetem beperelte kormányát, amiért több milliárd dollár támogatást akartak megvonni az intézménytől, aláírt egy megegyezést Ukrajna erőforrásainak felhasználásáról és részt vett Ferenc pápa temetésén. Ismét tüntetéseket rendeznek elnöksége ellen.

#### Első intézkedései

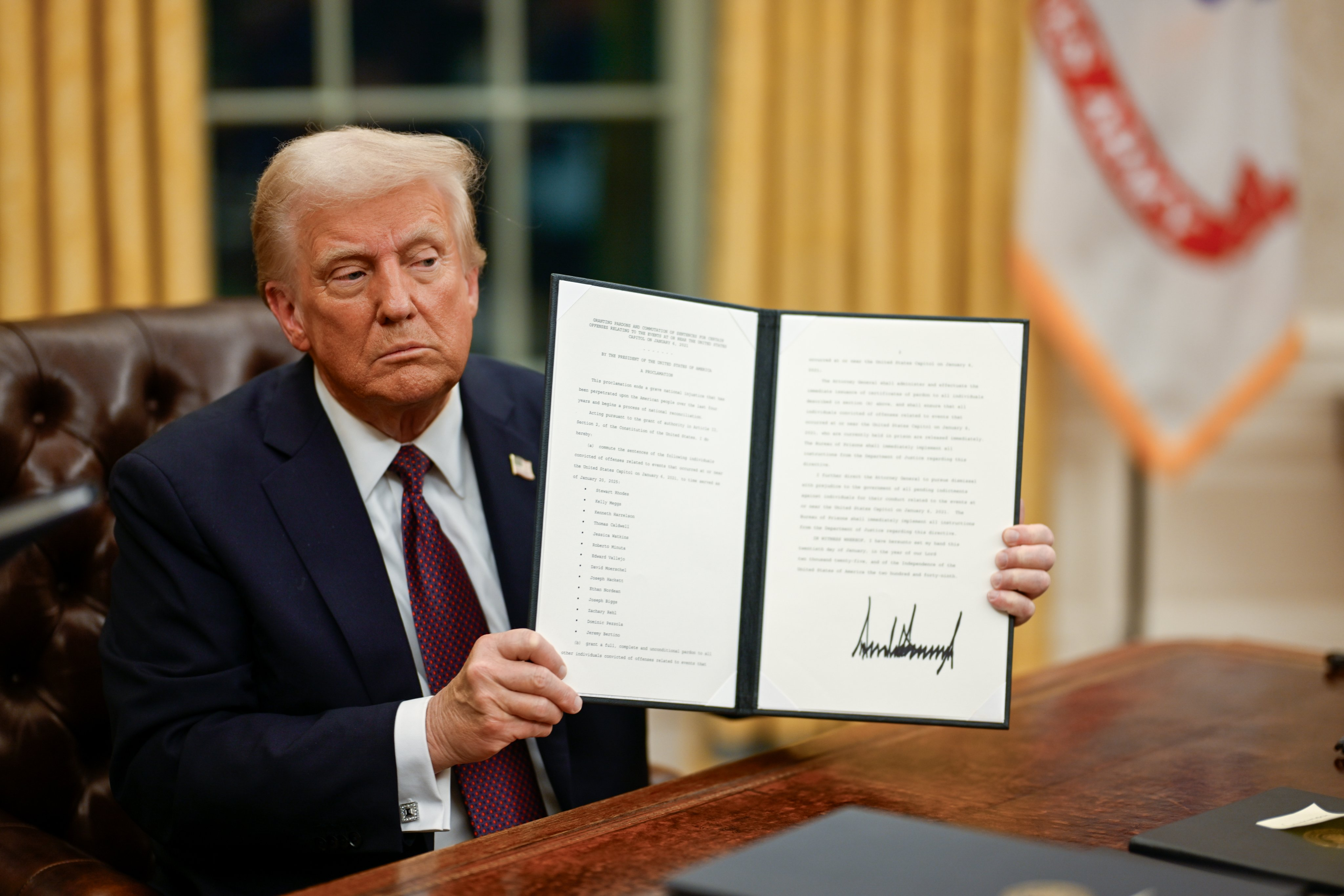
Trump az elnöki rendelettel, amely kegyelmet adott a Capitolium ostroma résztvevőinek, azaz egykori saját támogatóinak

Trump első intézkedései között volt:
- Kiléptette az Egyesült Államokat az Egészségügyi Világszervezetből, mivel szerinte az Egyesült Államok túl sok pénzt fizet annak.[67]
- Kiléptette az Egyesült Államokat a párizsi éghajlatvédelmi egyezményből,[68]
- Terrorista szervezeteknek minősítette a külföldi drogkartelleket és menekültek miatt rendkívüli állapotot hirdetett a déli határon, amely részeként a hadsereget is a határra vezényelte.[69][70]
- Terrorista-támogató államnak nyilvánította Kubát,[65] miután elődje, Joe Biden korábban levette az országot a listáról.
- Az izraeli, megszállt területeken élő telepesekkel szemben visszavonta a korábbi szankciókat.[71]
- Elnöki kegyelmet adott a washingtoni Capitolium 2021-es ostromában részt vevő mintegy 1500 elítéltnek – köztük az erőszakos elkövetőknek is.
- Kiadott egy rendeletet, amely korlátozta az Egyesült Államok területén a születéskor megszerzett amerikai állampolgársághoz való jogot. Ezen rendelet érvényesítését a bíróság nem sokkal később leállította, mivel alkotmányellenes.
- Felfüggesztette az amerikai külföldi fejlesztési segélyeket.
- Kiléptette az Egyesült Államokat a Globális Adómegállapodás néven ismert globális minimumadó-megállapodásból és a továbbiakban nem alkalmazza annak rendelkezéseit.[72]
- Az LMBT-lakosság jogait csökkentette.[73]
- Véget vetett minden szövetségi programnak, amely a kisebbségeket támogatta az országban.[74] (Ezt a rendeletet alkotmányellenesség indokával februárban egy bíróság felfüggesztette.)
- Létrehozta a Kormányzati Hatékonysági Minisztériumot (DoGE). (Ennek élére Elon Musk került.)[75]
- Eltörölt egy korábbi mesterséges intelligenciával kapcsolatos rendeletet, a család-újraegyesítési munkacsoportot.
- Elrendelte, hogy a Mexikói-öbölt nevezzék át Amerikai-öbölre.

Trump az első heteiben többször is figyelmen kívül hagyta az alkotmányt és a szövetségi törvényeket.

### 2025. május–július

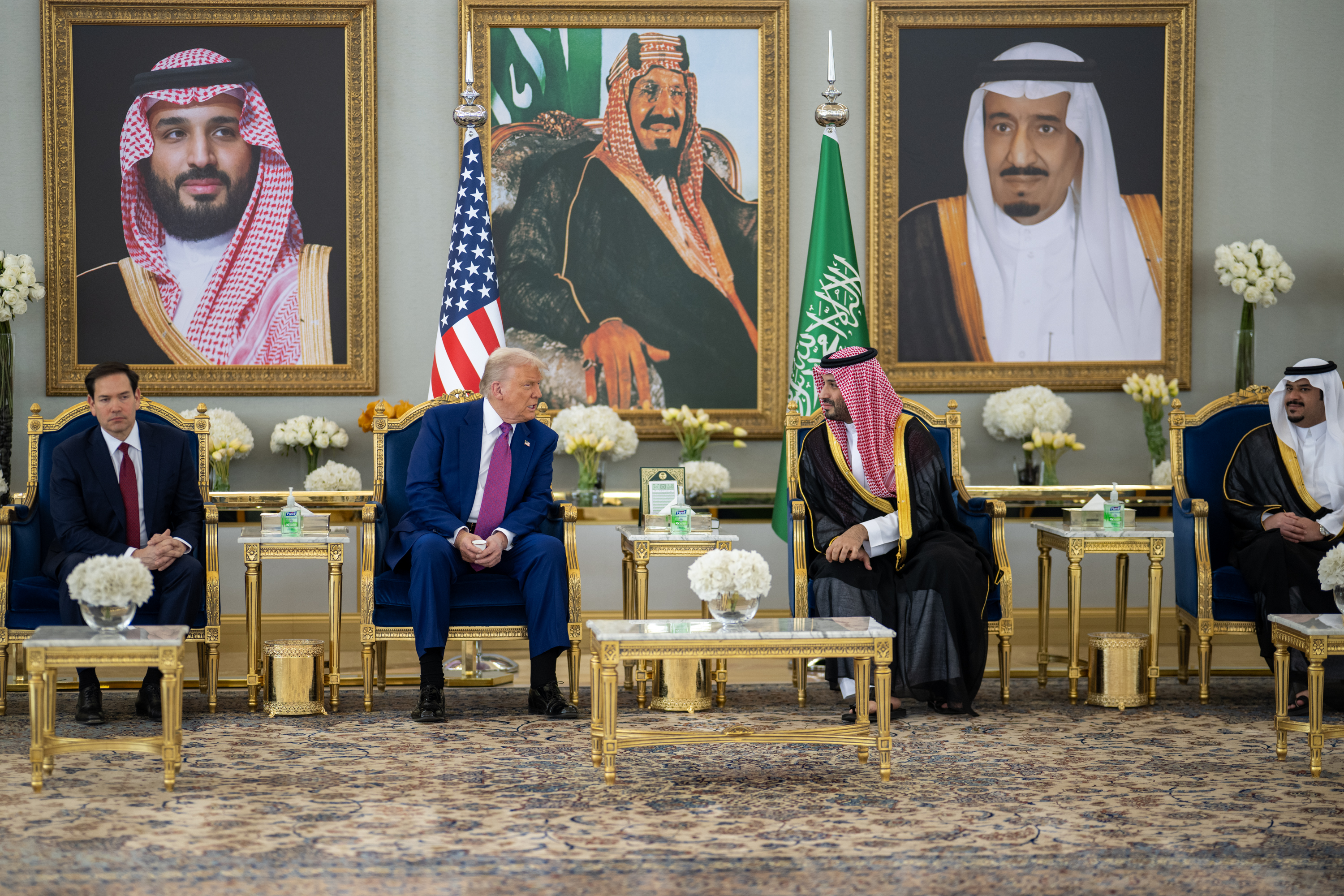
Trump (balra középen), illetve Szaúd-Arábia koronahercege és de facto vezetője, Mohamed bin Szalmán (jobbra középen)

Trump elnökségének első száz napja április 30-án ért véget. Májust az NPR és a PBS költségvetésének megvonásával kezdte, illetve jelölte a Signal-botrányt követően lemondott Michael Waltz nemzetbiztonsági tanácsadót az ENSZ-nagyköveti posztra. A hónap közepén elindult egy közel-keleti körútra, stratégiai egyezményeket aláírva több országgal is. A hónapban még találkozott Mark Carney kanadai miniszterelnökkel, Cyril Ramaphosa dél-afrikai elnökkel, bejelentett egy tűzszünetet a jemeni hútikkal, törölte a szankciókat Szíria ellen Bassár el-Aszad bukása után, aláírta a TAKE IT DOWN törvényjavaslatot és szüneteltette a külföldi diákok jelentkezését a Harvard Egyetemre.

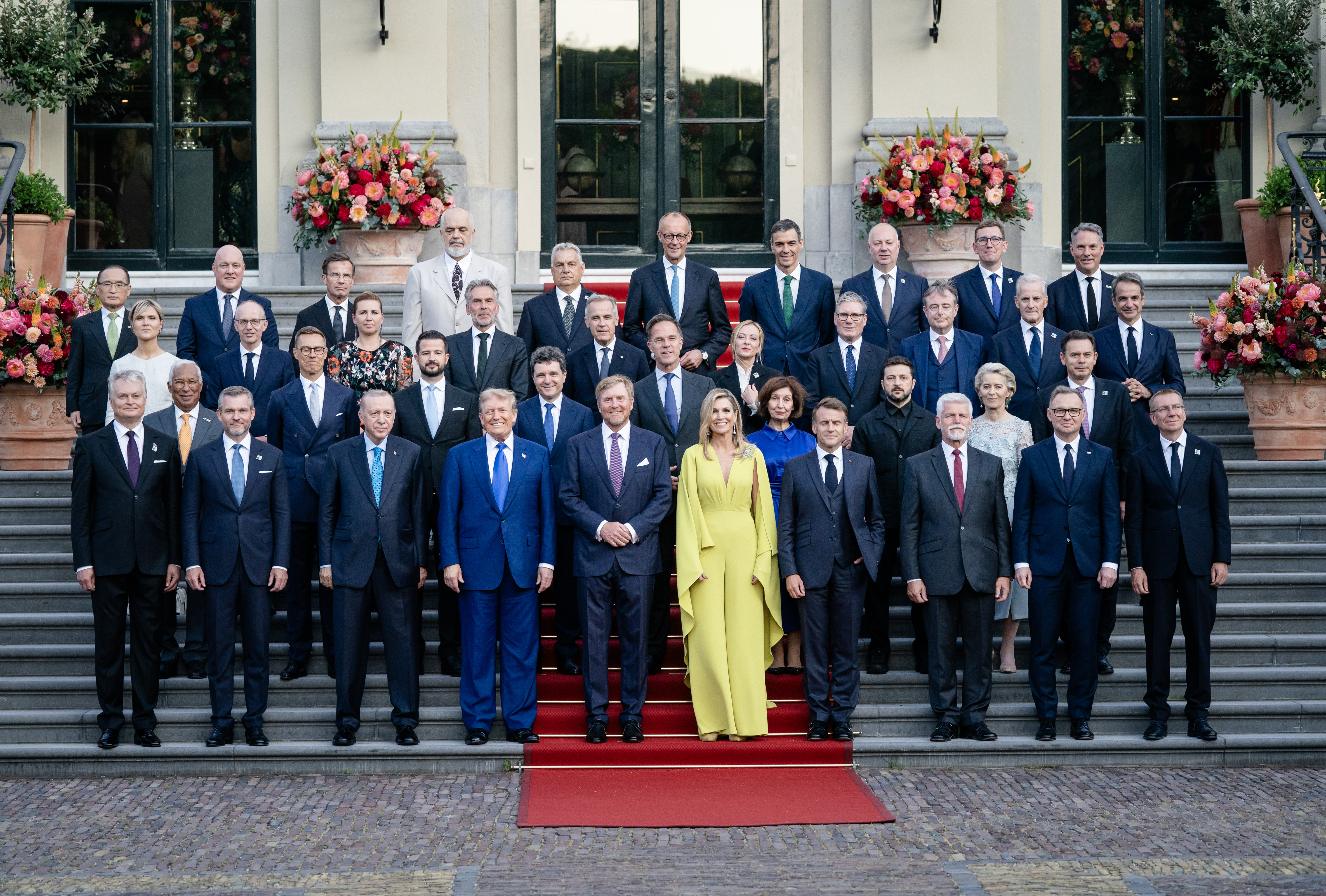
A 2025-ös NATO-csúcs

Júniusban első fontos lépése egy telefonhívás volt Hszi Csin-ping kínai elnökkel, először második elnöksége kezdete óta. Viszálykodott Elon Muskkal, a milliárdos kritizálta a One Big Beautiful Bill törvényjavaslatot és azzal vádolta az elnököt, hogy elrejtette kapcsolatát Jeffrey Epsteinnel. Musk egy héttel később bocsánatot kért. Kaliforniában tüntetések kezdődtek az ICE deportálásai ellen, amelynek következtében Trump irányítása alá vette az állam Nemzeti Gárdáját. Fellépését Gavin Newsom kormányzó kritizálta és feleslegesnek tartotta, hiszen a tüntetések nagy része békés volt. A következő napokban Newsom perrel fenyegette a szövetségi kormányt, amelyre Trump azzal válaszolt, hogy letartóztatja a kormányzót, illetve 700 tengerészgyalogost is Los Angelesbe küldött. Június 14-én Trump születésnapjára és a hadsereg alapításának évfordulójára katonai felvonulást rendeztek Washingtonban, ugyanezen a napon tüntetéseket szerveztek az elnök ellen országszerte. Június 22-én belépett Izrael és Irán háborújába, bombázásokkal több nukleáris célponton is. Ezek mellett a Fehér Házban fogadta Friedrich Merz német kancellárt, találkozott Keir Starmer brit miniszterelnökkel, megtekintette A nyomorultakat a Kennedy Centerben, megrendezték a Kongresszusi Pikniket, bejelentett egy békeegyezményt Ruanda és a Kongói DK között, illetve egy tűzszünetet Irán és Izrael között és részt vett a NATO-csúcson Hágában.

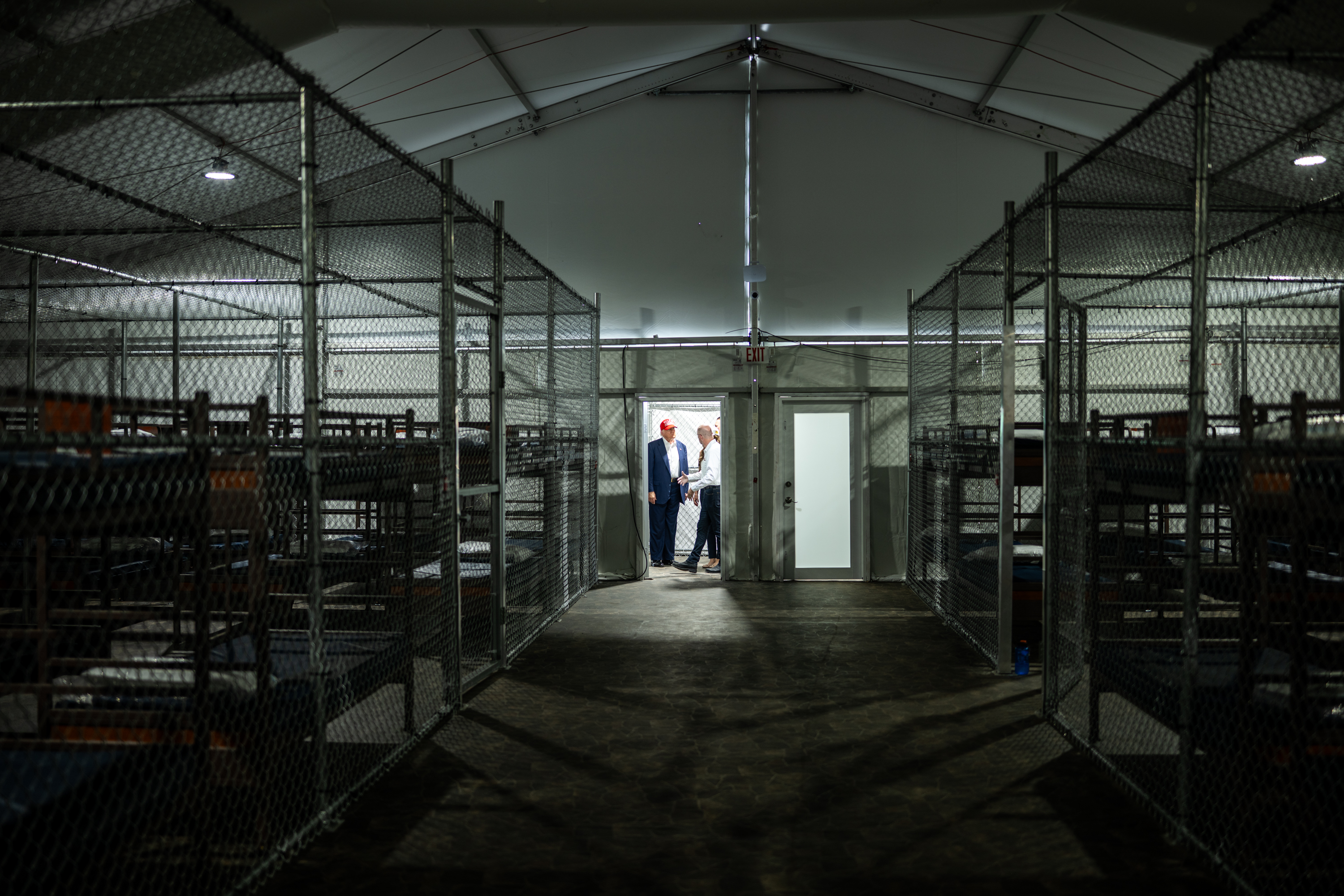
Trump az Alligator Alcatraz börtönben

Július első napjaiban a Képviselőház és a Szenátus is elfogadta a One Big Beautiful Bill törvényjavaslatot, amelyet július 4-én írt alá. Ezek mellett bejelentett kereskedelmi egyezményeket Vietnámmal és Indonéziával, ismét vendégül látta Netanjáhút, Mark Ruttét, Bongbong Marcos fülöp-szigeteki elnököt, megjelent a FIFA-klubvilágbajnokság döntőjén, megnyitotta az Alligator Alcatraz börtönt a floridai Evergladesben, ahonnan napokon belül hírek jelentek meg, hogy az ott tartott személyek embertelen körülmények között élnek, nincs hozzáférésük elég ételhez és italhoz., illetve aláírta a kriptovalutákkal kapcsolatos GENIUS törvényt és egy törvényjavaslatot, amely megvont kilenc milliárd dollárnyi támogatást a USAID-től, a PBS-től és az NPR-tól. Bejelentette, hogy az Egyesült Államok nem fogja túlságosan korlátozni a mesterséges intelligencia fejlődését és használatát, illetve kilépett az UNESCO-ból. A hónap végén elutazott Skóciába, amely útja közben ismét találkozott Keir Starmerrel, illetve az Európai Bizottság elnökével, Ursula von der Leyennel, akivel bejelentettek egy kereskedelmi egyezményt. Kérdések merültek fel az elnök egészségével kapcsolatban is, mikor bejelentette, hogy vénás elégtelenségben szenved, amelynek következtében kezein zúzódások jelentek meg, és lábai felduzzadtak.

#### Az Epstein-botrány
Nagy botrányt váltott ki a hónapban, hogy a kormány kijelentette, hogy Jeffrey Epstein „klienslistája” igazából nem létezik, és „senkit se érdekel.” Trump a követőit, akik ezen felháborodtak, „puhánynak” nevezte. Ezek mellett tagadnia kellett egy Wall Street Journal-cikket, amely szerint 2003-ban egy obszcén tartalmú levelet küldött Epsteinnek születésnapjára. Később a hónapban a WSJ és a New York Times is lehozott egy cikket, amelyben azt írták, hogy Pamela Bondi, Trump főügyésze korábban az évben megosztotta az elnökkel, hogy a neve szerepelt az Epsteinnel kapcsolatos dokumentumokban. Trump Igazságügyi Minisztériuma július végén találkozott Ghislaine Maxwellel, akit Epsteinnel együtt ítéltek el 2021-ben.

### 2025. augusztus–december
2025 augusztusa elején megjelent a havi munkajelentés, amelyből kiderült, hogy Trump gazdasága gyengébb volt a hónapban, mint hitték, visszamenőleg több hónapban is csökkentették az új munkavállalók számát, esetekben több, mint 100 ezer fővel. Trump a jelentésről alaptalanul kijelentette, hogy manipulálva volt, és menesztette a Munkastatisztikai Iroda vezetőjét. Augusztus 5-én fenyegetőzni kezdett azzal, hogy szövetségi irányítás alá veszi a fővárost, ha Washington nem kezd el tinédzser bűnözőket felnőttként elítélni, majd néhány nappal később szövetségi ügynököket küldött a városba. Az FBI kirúgott több vezetőségi személyt is, aki korábban része volt Trump elleni nyomozásoknak. Ezek mellett az Apple Inc. bejelentett 100 milliárd dollárnyi befektetést az országban, és egy aranytáblát ajándékozott az elnöknek, Trump részt vett az Örményország és Azerbajdzsán közötti békeszerződés aláírásában Nikol Pasinján, illetve İlham Əliyev elnökökkel, az amerikai kormány bejelentett egy alaszkai találkozót Vlagyimir Putyinnal, és találkozott több európai vezetővel is egyszerre a Fehér Házban.

## Kabinet
Trump kabinetjéről általánosságban azt írta a sajtó, hogy szakképzettség helyett inkább az elnökhöz való hűséget helyezte a középpontba. Az ország modern történelmének leggazdagabb kormánya, tizenhárom milliárdos töltött be hivatalt a kabinetben. Trump és Elon Musk azzal fenyegették a republikánus szenátorokat, hogy ha nem szavaznak az elnök által választott jelöltekre, a következő választáson pénzügyileg fogják támogatni ellenfeleiket előválasztásaikon.

## Lépések politikai ellenfelek ellen

### Engedélyek és biztonsági felügyelet megvonása
Beiktatása után 24 órán belül Trump megvonta több, mint 50 személy hozzáférési engedélyét, akik aláírtak egy levelet Hunter Biden ügyével kapcsolatban, illetve John Boltontól, James Clappertől, John Brennantől és Leon Panettától. Trump eltörölte ezek mellett Mike Pompeo, Brian Hook és Bolton biztonsági felügyeletét, akik esetében mind fennált iráni merényletek veszélye. Ez Trump egyik stratégiája volt ellenfelei támadására. Szintén megvonta Anthony Fauci felügyeletét, és azt nyilatkozta, hogy nem érezné hibásnak magát, ha bármi történne a korábbi tisztviselőkkel.

### Az Igazságügyi Minisztérium nyomozásai
Trump felkérte a legfőbb ügyészt, hogy indítson nyomozásokat a Biden-kormány ellen, amiért „cenzúrázni próbálták a szólásszabadságot,” illetve, amiért „politikai célokra használták a szövetségi kormányban betöltött posztjukat.” A rendeletek félrevezető kijelentéseket tartalmaztak a Biden-kabinet ellen, és kijelentették, hogy bűncselekményeket követtek el Trump és követőivel szemben. Bizonyítékot követelt, hogy a „múltban történt félrelépéseket kijavítsák.”
Január 27-én az Igazságügyi Minisztérium több tisztviselőt is kirúgott, akik dolgoztak ügyeken Trump ellen. Ezek mellett bejelentettek egy „különleges projektet,” amely részeként  kinyomoznának állami és szövetségi ügyészeket és tisztviselőket, akik pereket kezdeményeztek a Capitolium ostromában résztvevők, illetve Trump ellen. Több FBI-ügynök és az FBI-ügynökök Szövetsége is beperelte a Trump-kormányt, amiért több, mint 5000 ügynök nevét nyilvánosságra akarták hozni, akik részt vettek az ostrom kinyomozásában, majd Trump később megígérte, hogy ki fog rúgni ügynököket, akik részesei voltak a folyamatnak.
Február 14-én megjelentek hírek, hogy a héten, amelyen Trump megpróbálta elérni, hogy vessenek véget a korrupciós nyomozásoknak Eric Adams New York-i polgármester ellen, amelynek következtében több ügyész is lemondott az Igazságügyi minisztériumban, kormánya tárgyalni kezdett a polgármesterrel bevándorlási ügyekben, és Tom Homan egy megegyezésre is hivatkozott. Korábban Adams megegyezett Homannal arról, hogy hozzáférést fognak adni a Bevándorlási és Vámvégrehajtási Szervezetnek (ICE) a Rikers Island-i börtönhöz, megszegve a város „menedékhely-törvényeit.”
Ezt megelőzően február 10-én Trump felkért több szövetségi ügyészt is, hogy fejezzék be a nyomozást Adams ellen, mert szerinte az ügy akadályozta, hogy Adams rendesen végre tudja hajtani munkáját. Ez mindössze hónapokkal a demokrata előválasztások előtt történt, ahol Adams indul egy második terminusért, annak ellenére, hogy több párttagja is felszólította, hogy mondjon le a korrupciós ügy miatt. Danielle Sassoon nem volt hajlandó elengedni az ügyet, azt mondva Pamela Bondi legfőbb ügyésznek, hogy nem tud megegyezni a kormány által bemutatott indoklással. Sassoon később lemondott, azzal vádolva a Trump-kormányt, hogy különböző illegális megegyezéseket ért el Adamsszel, hogy véget vessenek az ügynek.

### Mark Milley
Trump beiktatása után pár órával eltávolították Mark Milley portréját a Pentagonból, ahol minden korábbi vezérkari főnök fényképe a falon lógott. Másnap kijavították és lefestették a falat, ahol korábban a kép volt, a The New York Times információja szerint a Fehér Ház rendelte el az eltávolítást. Január 29-én az újonnan beiktatott Pete Hegseth megvonta Milley hozzáférési engedélyét, biztonsági felügyeletét, illetve nyomozást indított hivatalban eltöltött idejével kapcsolatban, azzal a céllal, hogy lefokozzák.

### A sajtó ellen
Január 22-én az FCC Trump által kinevezett elnöke, Brendan Carr újraindított három nyomozást a CBS, az ABC és az NBC ellen, de a Fox Newst kihagyta. Carr korábban ígéretet tett, hogy meg fog büntetni olyan cégeket, amelyek szerinte nem fair módon járnak el a republikánusokról gyártott tartalmaikkal. Január 29-én Carr nyomozást indított az NPR és a PBS ellen, és azt javasolta a kongresszusnak, hogy szüntessék meg finanszírozásukat (amely megegyezett a Project 2025 azon szakaszával, amelyet Carr írt). Első elnöksége során Trump többször is javasolta az állami támogatású közvetítők, művészetek, múzeumok és könyvtárak finanszírozásának megvonását. Február 12-én Carr nyomozást indított az NBC News és a Universal Studios tulajdonosa, a Comcast ellen, amiért kisebbségeket segítő programjaik vannak.
2025 februárjában az Associated Press megosztotta, hogy két újságíróját kitiltották két eseményről a Fehér Házban, miután a hírügynökség a Mexikói-öböl nevet használta az Amerikai-öböl helyet, amelyet Trump választott.

## Project 2025
Trump második elnöksége alatt nagy szerepet játszott a Project 2025 szélsőjobboldali konzervatív szervezet elméletgyűjteménye, amelyhez korábban tagadta kapcsolatát, de több fontos szerzője is helyet kapott kormányában.

## Belpolitika

### Abortusz
2024 áprilisában Trump kijelentette, hogy az abortuszjogról az államoknak kell döntenie. Egy Time-interjúban elmagyarázta, hogy engedélyezné államoknak, hogy abortuszon áteső páciensek ellen vádat emeljenek. Kritizálta az Arizonai Legfelsőbb Bíróság döntését a Planned Parenthood Arizona kontra Mayes (2024) ügyben, amely részeként az államban betiltották az abortuszt, azzal a kivétellel, ha a szülő élete veszélyben van. Hozzátette, hogy nem írna alá egy szövetségi abortusz-tiltást.
Az Alabamai Legfelsőbb Bíróság döntése után a LePage kontra Center for Reproductive Medicine (2024) ügyben, amely szerint lefagyasztott embriók élő lények, Trump kifejezte támogatását a szervezeten kívüli megtermékenyítés (IVF)  mellett.
2025. január 24-én visszaállította egy, a Biden-kormány által visszavont kormányirányvonalat, amely szerint az ország nem támogatott külföldi szervezeteket, amelyek abortusz-ellátást nyújtottak.
2025. február 19-én Trump aláírt egy rendeletet, amely csökkentette az IVF árát és megkönnyítette a hozzáférést.

### Bevándorlás
Trump kampánya egyik fontos ígérete volt az ország bevándorlási politikájának megváltoztatása, kijelentette, hogy visszahozná elnöksége olyan szabályait, mint a muszlimok ellen bevezetett utazási tiltás, illetve kiutasítana menedékkérőket az országból, tömeges deportálásokat kezdene meg, és felállítana internálótáborokat. Trump győzelme után kijelentette, hogy nincs összeg, amit ne fizetne ki a deportálások kivitelezésére.
2024. november 10-én bejelentette, hogy Tom Homan a kormánya tagja lesz, feladata pedig az „illegális idegenek deportálása lesz szülőországukba.”
Joe Biden elnöksége utolsó évében a kormány bevezetett korlátozásokat a menedékkérésekkel kapcsolatban, így Trump hivatalba lépése előtt az illegális határátlépők száma a legalacsonyabb volt 2020 óta. Ugyan Trump beiktatása után a törvénytelen határátlépések száma az 94%-kal csökkent az előző év azonos időszakához képest, már a Biden-kormány utolsó teljes hónapjában is 81%-kal alacsonyabb volt, mint egy évvel korábban, így a változás nem mindenképpen a Trump-adminisztráció politikája miatt volt.
Nem sokkal beiktatása után a Trump-kormány beszüntette a CBP One alkalmazás működését, és vészhelyzetet hirdetett a déli határnál, felszólította a hadsereget, hogy kezdjék el megtervezni bevetésüket a mexikói határon, illetve bejelentette, hogy mexikói kartelleket terrorista szervezeteknek fogja tekinteni. Trump bővítette a Drug Enforcement Administration, az ATF, illetve a Marshals Service deportálással kapcsolatos jogkörét. Engedélyt adott a Bevándorlási és Vámvégrehajtási Szervezetnek (ICE), hogy deportáljon olyan bevándorlókat, akik legálisan érkeztek az országba a Biden-kormány idején, illetve deportálási kvótákat vezetett be.
Visszavont egy 2011-es jogszabályt, amely szerint olyan helyeken, mint bíróságok, kórházak, iskolák, templomok, temetések és esküvők közben nem lehetett letartóztatni személyeket tartózkodási helyzetük miatt.
Ezek mellett aláírt egy elnöki rendeletet, amely véget vetett volna a születési állampolgárságnak az országban azon személyeknek, akiknek szülei csak átmenetileg tartózkodtak az országban. Ezzel kapcsolatban legalább kilenc peres eljárást indítottak a kormány ellen, alkotmányellenessége miatt, és 2025 februárjáig négy szövetségi bíró is felfüggesztette tényleges bevezetését országos szinten.
Az NPR egy cikke szerint több demokrata és republikánus tisztviselő is kijelentette, hogy nem fogja segíteni az úgynevezett „bevándorló razziákat” a városában, inkább a lakosság emberi jogait, biztonságát védve, és kapacitásproblémákat kiemelve.
2025. február 6-án Michael W. Banks, a szövetségi határvédelem vezetője kijelentette, hogy a határátlépések száma 90%-kal csökkent Trump hivatalba lépése óta, és az elfogott határátkelők elítélése 50%-kal emelkedett.

### Kisebbségeket segítő programok megszüntetése
2025 januárjában Trump aláírt két rendeletet, amelyek célja minden program beszüntetése volt, amelyek kisebbségek esélyegyenlőségét próbálta meg elérni. 2025 februárjában az Egyesült Államok Külügyminisztériumának Külügyi Szolgálati Intézete felfüggesztette a hozzáférést több ezer oldalnyi kiképzőanyaghoz, míg az amerikai adóhivatal teljesen eltávolította a „diverzitás,” „egyenlőség” és „inkluzivitás” (DEI) szavakat dokumentumaiból. Ezek mellett a Mezőgazdasági Minisztériumban több olyan személyt is, akik ilyen programok létrehozásán és kivitelezésén dolgoztak, felfüggesztettek és kirúgással fenyegettek. A Személyzeti Menedzsmentiroda megbízott igazgatója megosztotta ügynökségek vezetőivel, hogy bárki, aki 2024. november 5. előtt DEI-programokon dolgozott, célpontja lesz a Trump-kormány kirúgási hullámának, és arra bíztatta dolgozóit, hogy jelentsenek fel személyeket, akik a rendeletek ellenére tovább folytatták munkájukat. 2025 januárjában, egy repülőgép-balesetet követően, amely 2001 óta a legnagyobb légikatasztrófa volt az Egyesült Államokban, Trump egy New York Post-cikkből felolvasta azt a hamis kijelentést, hogy ezek a programok okozták a balesetet.

### Környezetvédelem
Egy vacsora közben a Mar-a-Lago rezidencián Trump arra ösztönözött fosszilis tüzelőanyagokkal foglalkozó cégek vezetőit, hogy támogassák kampányát, amiért cserében megválasztása után eltörölne szabályzásokat.
Beiktatása után Trump a Környezetvédelmi Ügynökség élére olaj-, gáz-, és vegyipari lobbistákat nevezett ki, hogy megszüntessenek különböző szabályzásokat és szennyezés-korlátozásokat. Trump ezek mellett szüneteltette az IRA és a BIL által kifizetett környezetvédelemmel kapcsolatos támogatásokat.

### Gazdaság
Trump egy jól teljesítő gazdaságot örökölt a Biden-kormánytól, emelkedő gazdasági növekedéssel, alacsony munkanélküliséggel és csökkenő inflációval. Trump januári hivatalba lépése után a szezonálisan javított munkanélküliség 4% volt, míg a Personal Consumption Expenditure-mutató szerint az infláció 2,2% és 2,4% között volt 2025-re. A The New York Times és a Gazdaságpolitikai Intézet szerint a gazdaság jobb állapotban volt, mint „bármely újonnan választott elnökre ráhagyott, George W. Bush 2001-es beiktatása óta.” Ennek ellenére az amerikai lakosság nagy része még mindig érezte a 2021–2023-as infláció hatásait, amely nagy szerepet játszott Trump megválasztásában.
2025 januárjában republikánusok több szociális program támogatását is meg akarták szüntetni, hogy adót csökkenthessenek. Trump Elon Musk segítségével elindított egy kampányt, hogy 9500 személlyel csökkentse a szövetségi munkaerőt, leginkább próbaidős dolgozókra fókuszálva. Ezt a lépést kritizálták, amiért negatív hatással lehet kulcsfontosságú ügynökségekre, amelyek munkájukat főként átmeneti dolgozókkal szokták kivitelezni. Több esetben jogi lépések is történtek a kormánnyal szemben. 2025 áprilisáig a kormány több, mint 280 ezer személyt menesztett vagy tervezett meneszteni. Viszonyításképp Bill Clinton demokrata elnök az két terminusa alatt 426 ezer személlyel csökkentette a szövetségi munkaerőt.
A Kongresszusi Költségvetési Iroda 2025 januárjában azt számította, hogy a Trump által 2017-ben bevezetett adócsökkentések tíz év alatt további négy milliárd dolláros deficithez vezethetnének, ha nem kezd el kevesebbet költeni a kormány. Ezek mellett, ha Trump ígérete, hogy nem fogja adóztatni a borravalókkal, túlórázással és társadalombiztosítással szerzett bevételeket, ez a szám tovább növekedhet. A Felelős Költségvetés Bizottsága szerint Trump összes adócsökkentése egy évtized alatt 5–11 milliárd dollárral csökkentené a szövetségi kormány bevételeit.
Trump politikájának kulcsfontosságú része volt második elnöksége alatt a One Big Beautiful Bill Act törvényjavaslat elfogadása, amely sok millió amerikaitól megvonta az egészségbiztosítást, és a leggazdagabbaknak csökkentette adófizetési kötelezettségét, több, mint 2 billió dollárt adva a kormány deficitjéhez.

### LMBT-jogok
Kampánya során Trump megígérte, hogy visszavonna az elmúlt években meghozott döntéseket, amelyek az LMBT-közösséget segítették, leginkább a nemi identitásra és a transzneműek jogainak visszaszorítására fókuszálva. Kijelentette, hogy elnöksége első napján vissza fogja vonni az 1972-es oktatási törvény Biden-kormány által történt kibővítését, amely védelmet és jogot adott transznemű diákoknak, hogy a számukra megfelelő mosdót, öltözőt és személyes névmásokat használhassák. Ezek mellett megígérte, hogy beszünteti olyan intézmények finanszírozását, amelyek tanítják a  kritikus fajelméletet, „népszerűsítik a transznemű őrültséget és más helytelen faji, szexuális vagy politikai tartalmat.”
Javaslatai visszaszorítanák a hozzáférést a nemi megerősítő eljárásokhoz, teljesen betiltva azokat kiskorúak számára, illetve megakadályozva a Medicare és a Medicaid által adott támogatásokat. Trump ezek mellett betiltaná, hogy szövetségi ügynökségek „népszerűsítsék a nemváltoztatásokat” és tervezi felszólítani az Igazságügyi Minisztériumot, hogy nyomozza ki a nemi megerősítő eljárások hosszútávú hatásait.
Beiktatását követő beszédében kijelentette, hogy „az Egyesült Államok kormányának hivatalos irányelve lesz, hogy csak két nem létezik – férfi és nő.” Később aláírt egy rendeletet, amely a nemet binárisnak tekinti, és nem ad kivételeket interszex személyeknek, akik biológiailag egyik bináris nembe se illenek bele. Ezt a definíciót orvosok és jogi szakértők is kritizálták, kiemelve, hogy biológiailag helytelen.
A január 20-i rendelet alapján az Egyesült Államok külügyminisztériuma beszüntetett minden jelentkezést útlevelekre, amelyekben a nembináris X szerepel nemként, csak a születési nemet figyelembe véve, megakadályozva, hogy amerikaiak megváltoztassák nemüket a dokumentumban. Január 31-én minden szövetségi dolgozót felszólítottak rá, hogy távolítsák el személyes névmásaikat e-mail-aláírásaikból. Februárban a Foglalkoztatási Esélyegyenlőségi Bizottság hat diszkriminációs eljárását is beszüntette: egyet Alabamában, egyet Kaliforniában, hármat Illinois-ban és egyet New Yorkban.
Ezek mellett aláírt még további rendeleteket, amelyek betiltották a transznemű személyek szolgálatát a hadseregben, támogatásuk megvonásával fenyegetett egészségügyi intézményeket, amelyek 19 éven aluliaknak nemi megerősítő eljárásokat biztosítottak (ezt februárban egy bíróság felfüggesztette), illetve iskolákat, amely figyelembe veszi egy gyermek nemi identitásának megváltozását (beleértve nevük, és személyes névmásaiknak váltását is). Megpróbálta még betiltani transznemű nők és lányok részvételét női sportokban, illetve egyes szexuális és nemi identitásokat egy „keresztényellenes kormány” példájának nevezte.
Január 22-re minden egyes kisebbségeket támogató programot beszüntetett, és arra szólította szövetségi dolgozókat, hogy jelentsék fel munkatársaikat, ha ezekben mégis részt vesznek. Visszavonta ezek mellett a 11246 számú elnöki rendeletet, amelyet Lyndon B. Johnson írt alá, és amely betiltotta a faji, vallási és származás alapján elkövetett diszkriminációt.

### Szövetségi kormány
A második Trump-kormány az egységes végrehajtó elmélet legszélsőségesebb értelmezését használja. Sok esetben figyelmen kívül hagyott szövetségi törvényeket és az alkotmány azon részeit, amelyek az elnök hatalmát korlátozzák.

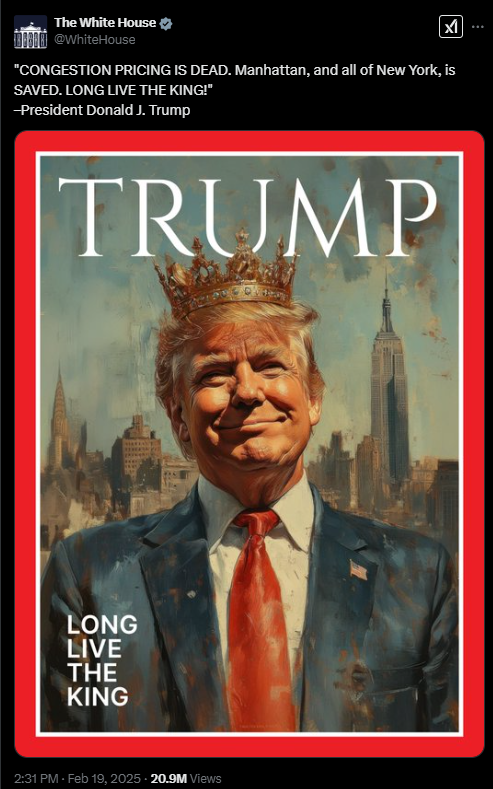
A Twitter-poszt amelyben Trumpot a Fehér Ház Twitter-fiókja egy királyhoz hasonlított

2025 februárjában Trump azt írta a Truth Social és a Twitter közösségi média oldalakon, hogy „Ő, aki megmenti Országát, nem szeg meg semmilyen Törvényt,” amelyet a Fehér Ház Twitter-fiókja is megosztott. Február 19-én egy, a New York-i csúcsforgalmi díjak bevezetésével kapcsolatos posztban Trump egy királyhoz hasonlította magát, azt írva, hogy „Éljen a király!” Később a hónapban Trump azt mondta Maine kormányzójának, hogy kötelessége követni a rendeletet a transznemű sportolók kitiltásáról, vagy minden szövetségi támogatást megvon az államtól, mert „mi vagyunk a szövetségi törvény.”

#### Kormányzati Hatékonysági Minisztérium
A Trump-kormány idején létrehozták a Kormányzati Hatékonysági Minisztériumot (DoGE), amely nevével ellentétben nem egy hivatalos kabinet-szintű minisztérium, hanem egy, a kormány által szerződtetett szervezet, amelyet Elon Musk vezet. A DoGE fő célja, hogy csökkentse a kormány költekezését és „modernizálja a szövetségi kormány technológiáit és szoftverét, hogy a kormány hatékonyságát és produktivitását maximalizálja.”
2025 januárjában a Wired szerint a Személyzeti Menedzsmentiroda (OPM) vezetőségét olyan személyekkel töltötték fel, akik korábban Musknak, Peter Thielnek, republikánus politikusoknak vagy szélsőjobboldali sajtóorgánumoknak dolgoztak, míg az Általános Szolgáltatások Irodájának élére Musk szövetségeseit nevezték ki. Január 28-án az OPM egyes dolgozóinak felajánlotta a lehetőséget, hogy lemondjanak úgy, hogy fizetésüket szeptemberig továbbra is kapnák. Az ajánlat hasonló volt ahhoz, mint amit Musk akkor tett munkavállalóinak, amikor megvette a Twittert. Január 31-én Trump kijelentette, hogy el fogja törölni a szövetségi dolgozók szakszervezeti szerződését, kiemelte az Oktatási Minisztériumét, amelybe Biden elnöksége utolsó hónapjaiban egyeztek bele. Musk ezek mellett hozzáférést kapott a Pénzügyminisztérium fizetési rendszeréhez. Az OPM két tisztviselője megosztotta a Reutersszel, hogy Musk kizárta az ügynökség egyes dolgozóit az iroda adatgyűjtő rendszeréből, amely arra adta meg a lehetőséget Musknak, hogy felügyelet nélkül használja a szervezet adatait. Hírek szerint ez teljes hozzáférést adott a DoGE-nak a Pénzügyminisztérium adatbázisához, amely 6 billió dollár elköltését irányítja, illetve sok millió amerikai polgár személyes adatait és a Musk cégeivel versengő kormányvállalkozók szerződéseit, információit. Sokan tüntetésképpen lemondtak posztjaikról. Ilyen szintű hozzáférést lehetőséget ad arra is Musknak, hogy leállítsa egyes szövetségi programok kifizetését. Ron Wyden szenátor szerint nemzetbiztonsági veszélyt jelentett a helyzet.

##### Szövetségi támogatások befagyasztása
2025. január 27-én a Trump-kormány Menedzsment- és Költségvetési Irodája (OMB) kiadta az M–25–13 elnevezésű értesítést, amely arra szólította a szövetségi kormányt, hogy másnap fagyasszon be minden szövetségi pénzügyi támogatáshoz kapcsolódó aktivitást. Ez engedélyezné a Trump-kormánynak, hogy úgy használják fel a kormány költségvetését, ahogy azt akarják, Trump céljait teljesítve. Ezek alá 2600 szövetségi program tartozott, amely sok bizonytalansághoz vezetett kormánytisztviselők, nonprofit szervezetek és törvényhozások köreiben is.
2025. január 28-án a Medicaid pénzügyi támogatásokat osztó weboldala elérhetetlen lett, mielőtt a nap végén visszatért. A kormány azt nyilatkozta, hogy ennek nem volt köze a befagyasztásokhoz. Több nonprofit szervezet is megosztotta, hogy nem tudott hozzáférni szövetségi rendszerekhez, hogy megkapják pénzügyi támogatásukat. Az OMB kiadott egy újabb közleményt, amelyben kijelentette, hogy a befagyasztás alól mentes volt a Medicaid, a SNAP, a Head Start, támogatás kisvállalkozásoknak, gazdáknak, a Pell-segélyek, illetve lakbértámogatások, diákkölcsönök, illetve „bármely olyan program, amely közvetlenül segélyt nyújt amerikaiaknak.” Azt követően, hogy több szervezet és állam is beperelte a kormányt, az OMB közleményét február 3-ig felfüggesztette Loren AliKhan bíró, mielőtt az életbe lépett volna.
Január 29-én az OMB visszavonta az eredeti értesítést, Karoline Leavitt, a Fehér Ház szóvivője pedig kijelentette, hogy ez nem törölte el teljesen a befagyasztást. Február 1-én, miután 22 állam és a főváros is pert indított, John J. McConnell Jr. körzeti bíró felszólította a Trump-kormányt, hogy függessze fel a támogatási befagyasztást ezekben az államokban, mert egyetlen szövetségi törvény se adta meg a hatalmat az elnöknek, hogy ezt megtehesse. Február 10-én McConnell kijelentette, hogy a peres államok bizonyítékot biztosítottak arra, hogy a Trump-kormány ettől függetlenül továbbra is törvényellenesen felfüggesztette szövetségi programok pénzelését, és nem kezdte újra a költségvetésben ezekre szánt pénzösszegek szétosztását, „javíthatatlan károkat okozva az ország nagy részeiben.” A befagyasztás azonnali felfüggesztésére szólította a kormányt.

### Válaszok bírósági döntésekre
Azt követően, hogy Paul Engelmayer körzeti bíró úgy döntött, hogy blokkolja a DoGE-t a Pénzügyminisztérium fizetési rendszereihez való hozzáféréstől, Trump azt nyilatkozta, hogy egy „bírónak nem lenne szabad meghoznia ilyen döntéseket,” míg Vance szerint „bíróknak nincs joga korlátozni a végrehajtó ág hatalmát.” (Ez a kijelentés hamis.)
Azt követően, hogy több szövetségi bíróság is elutasította a Trump-kormány rendeleteit, Karoline Leavitt, a Fehér Ház szóvivője kijelentette, hogy „nincs alkotmányos válság a Fehér Házban,” hozzátéve, hogy „bírók bírósági aktivistaként működnek” és „az igazi alkotmányos válság az igazságszolgáltatói ágban történik.” Elon Musk több száz bíró együttes felelősségre vonását javasolta.

### Vallás
Trump politikája első elnökségét követően egyre inkább keresztény nacionalista jellegű lett. Ideológiájának része lettek keresztény vallási képek, politikáját „becsületes keresztes hadjárat”-nak nevezte „az ateisták, a globalisták és marxisták ellen.”
Trump kritizálta a szerinte létező keresztényüldözést. Február 6-án, a nemzeti imareggeli (egy évente megrendezett esemény, amelyen befolyásos emberek összegyűlnek imádkozni) után aláírt egy rendeletet, amelyben létrehozott egy munkacsoportot, hogy „megszüntessenek minden keresztényellenes diszkriminációt a szövetségi kormányon belül, beleértve az Igazságügyi Minisztériumot, amely borzasztó volt, az Adóhivatalt, az FBI-t – borzasztó – és más ügynökségeket.” A Trump által kinevezett legfelsőbb ügyész, Pamela Bondi vezette a csoportot, illetve a Fehér Ház vallási irodájának élére Paula White televíziós műsorvezetőt helyezte.

## Külpolitika
Trump külpolitikája imperialista, expanzionista, és protekcionista. Történészek és szakértők gyakran hasonlították William McKinley elnök politikájához. Michael Klare egyetemi professzor alapján a kormány fő célja Kína befolyásának csökkentése.
A globális ügyekkel és a nemzetközi politikával foglalkozó tekintélyes Foreign Policy lap és Stephen M. Walt, a Harvard Egyetem politológusa Trump külpolitikáját tökéletes receptnek nevezte arra, hogy kell megrontani a többi országhoz fűződő viszonyt. Az expanzionista tervei és a vámháború miatt Trump kormánya gyakorlatilag minden országgal konfliktusba került.

### Expanzionizmus

Az Egyesült Államok térképe Kanadával, Grönlanddal és a Panama-csatornával

Második beiktatása előtt Trump több tervet is megosztott az Egyesült Államok területének és befolyásának növelésére. Az ország területe legutóbb 1947-ben növekedett, mikor megszerezték a Mariana, a Karolina és a Marshall-szigeteket.

##### Gáza
2025 februárjában Donald Trump kijelentette, hogy az Egyesült Államok át fogja venni az irányítást a Gázai övezet felett az Izrael–Hamász-háború kontextusában. Ezt a megjegyzést világszerte elutasították, mivel a palesztinok kitelepítése a területről etnikai tisztogatás lenne, amely a Nemzetközi Büntetőbíróság szabályai szerint emberiség elleni bűncselekmény. Trump ezt követően hozzátette, hogy Gáza príma ingatlan lenne és „az Egyesült Államok a Közel-Kelet Riviéráját hozná létre belőle.”
Az elnök hozzátette, hogy tervezete alapján a palesztinoknak nem lenne joguk visszatérni a területre. Egyiptom külügyminisztere Badr Abd el-Látí kijelentette, hogy az arab országok között teljes megegyezés van a palesztinok kitelepítésének elutasításáról.
Benjámín Netanjáhú izraeli miniszterelnök kijelentette, hogy ez az egyetlen terv, amely egy, a mostanitól különböző jövőt biztosítana.
2025. február 21-én, az arab államok elutasító közleményei után Trump kijelentette, hogy javasolni fogja a palesztinok kitelepítését és a Gáza feletti hatalomátvételt, de nem kötelezi el magát a terv mellett.

##### Grönland
2024 decemberében Trump megosztotta tervét, hogy az Egyesült Államok megvásárolná Grönlandot Dániától, a terület nemzetbiztonsági fontosságát kiemelve. Ez Trump egy korábbi ajánlatát követte első elnöksége során, amelyet 2019-ben a Dán Királyság elutasított, így az elnök törölte látogatását az országba. 2025. január 7-én Trump fia, Donald Trump Jr., meglátogatta Grönland fővárosát, Nuukot, Charlie Kirkkel együtt, hogy MAGA-sapkákat osztogassanak. Egy másnapi sajtótájékoztatón Trump nem volt hajlandó megígérni, hogy nem használná hadseregét vagy az ország gazdasági befolyását, hogy átvegye az irányítást Grönland vagy a Panama-csatorna felett, de Kanada esetében elkötelezte magát a békés hatalomátvétel mellett. Január 14-én a Trumphoz közel álló Nelk youtuber-csoport szintén Nuukba látogatott, dollárt osztva a lakosoknak. Január 16-án többek között a dán Novo Nordisk, Vestas és Carlsberg cégek vezérigazgatói is összegyűltek a Dán Külügyminisztériumban egy válságmegbeszélsére. Másnap Friis Arne Petersen, aki korábban Dánia nagykövete volt az Egyesült Államokba, „történelmileg páratlannak” nevezte a helyzetet, míg Noa Redington, Helle Thorning-Schmidt egyik korábbi tanácsadója a nemzetközi nyomást a 2005-ös Mohamed-karikatúrákkal kapcsolatos helyzethez hasonlította.

##### Kanada
Trump bejelentette, hogy 25%-.os vámot fog bevezetni kanadai termékekre, hogy megpróbálja arra késztetni a kanadai kormányt, hogy a szerinte létező bevándorlási, és kábítószer-kereskedelmi problémát megoldják az északi határon. Kanadai tisztviselők ezt követően saját vámjaikkal fenyegették az Egyesült Államokat, illetve szóba esett az ország északi részére érkező kanadai áramellátás megszüntetése. Ezt követően Trump többször is beszólt Kanada miniszterelnökének, Justin Trudeau-nak, Kanada állam kormányzójaként hivatkozva rá.

##### Panama-csatorna
2024-ben Trump kijelentette, hogy a Panama-csatornát vissza kell adni az Egyesült Államoknak, mivel az amerikai áthaladásra kifizetett összegeket túlzásnak tekintette. Az Egyesült Államok 1903 és 1999 között irányította a zónát, illetve 1989-ben inváziót indított Panama ellen.

### Büntetővámok
„A vámok nagyon gazdaggá fognak tenni minket!” (Trump, 2025 eleje)

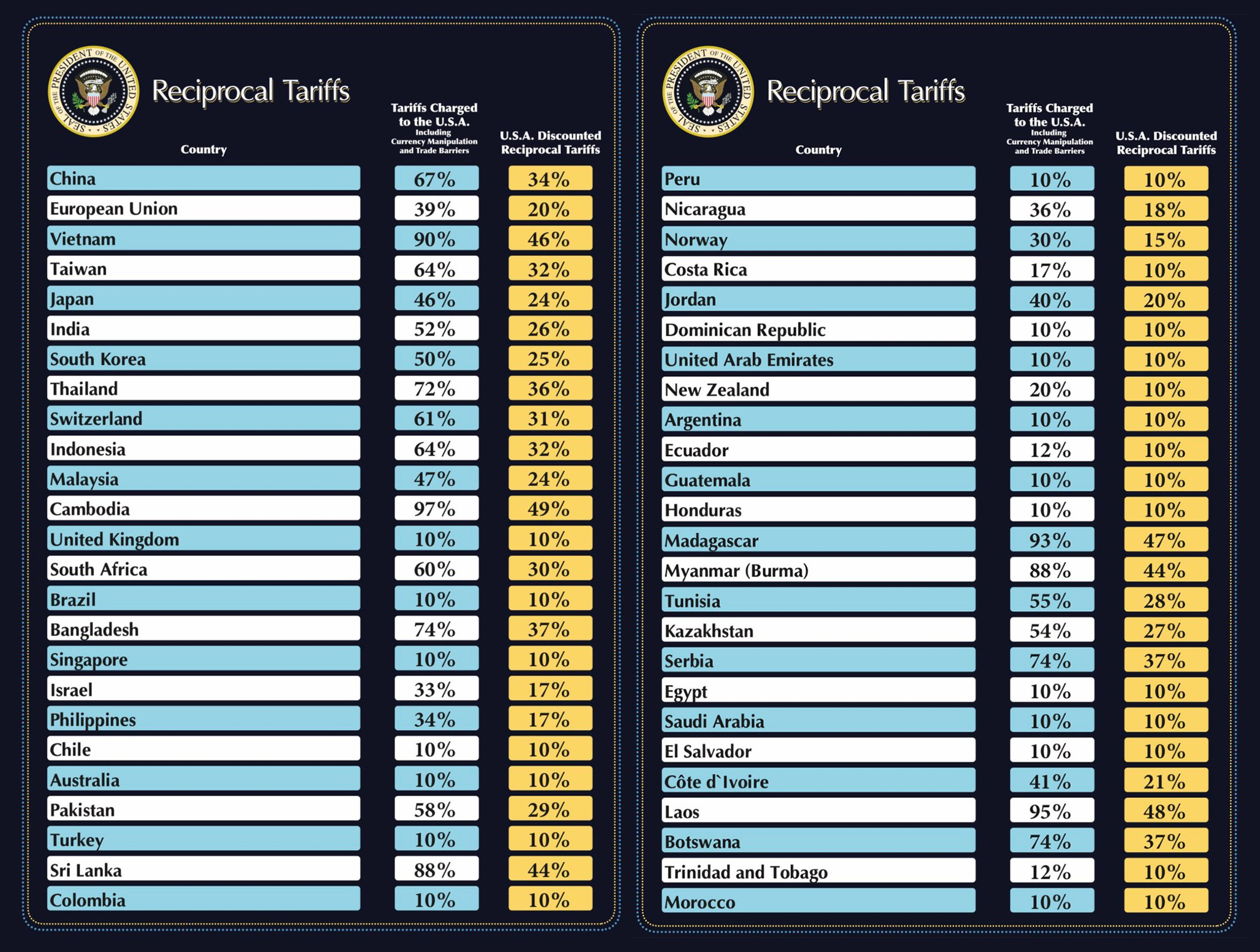
Trump "Felszabadulás napjának" a más országok ellen bevezetett vámtarifáit bemutató táblázat 2025. április 2-án

2025 januárjában Trump büntetővámokat jelentett be Mexikó, Kanada, Kína importja ellen, beismerve, hogy ez negatív hatással lehet az amerikai árakra is. Ugyan a januári vámokat végül elhalasztották, március 4-én már bevezetésre kerültek mindhárom ország ellen. Mexikói és kanadai importokra 25%, kínai importokra (ekkor még csak) 10%-os vámot helyezett. Később a kínai termékek vámját jóval magasabbra emelte.

Kína az amerikai exportokat érintő vámokkal válaszolt, míg Kanada is azonnal megtorló intézkedéseket vezetett be.
„Ha háborút akar az Egyesült Államok, legyen az vámháború, kereskedelmi háború vagy bármilyen más típusú háború, készen állunk harcolni a legvégsőkig.”

– Lin Dzsian, a kínai külügyminisztérium szóvivője
Trump a vámokat globálisan, többek közt Európa importja ellen is alkalmazni kívánja. 2025. április 2-án a "Felszabadulás napjának" keretében jelentős vámokat vetett ki az Európai Unióra és más országokra is.

### Izraeli-iráni háború
2025. június 22-én az Egyesült Államok csatlakozott a 9 nappal korábban kitört izraeli-iráni háborúba, megtámadva Irán több nukleáris létesítményét.

### Orosz-ukrán háború lezárása
2023-ban és 2024-ben azt nyilatkozta, hogy ha elnök lesz, rendkívül gyorsan megegyezést ér el a harcoló felek között és lezárja az ukrajnai háborút:
 „Én 24 óra alatt véget vetnék a háborúnak!” (Trump, 2023. május) 
Miután elnökké választották, az orosz-ukrán háború lezárására tett béketeremtési lépései sem az ukrán, sem az Európai Uniós politikai vezetők körében nem lettek népszerűek, mivel nézetük szerint Trump nem a tartós béke megteremtésén dolgozik, hanem csak a háború gyors lezárására törekszik, az oroszok igényeinek kielégítésével. Elnöksége nagy ellentétben állt a Biden-kormány politikájával. 2025. február 12-én, az Ukraine Defense Contact Group első megbeszélésén az új elnök beiktatása óta Pete Hegseth védelmi miniszter kijelentette, hogy nem volt realisztikus a visszatérés Ukrajna 2014 előtti határaihoz, és a cél minden terület visszaszerzésére csak hosszabbá teszi a háborút. Kijelentette, hogy Ukrajna biztonságát garantálni kell, de „az Egyesült Államok nem gondolja, hogy Ukrajna NATO-tagsága realisztikus végkimenetele lenne a tárgyalásoknak.” Az Egyesült Államok azt várja el, hogy Európa több pénzügyi és katonai segítséget adjon Ukrajnának, míg az amerikaiak saját ügyeikkel foglalkoznak, és hozzátette, hogy amerikai katonák nem lennének részei a békefenntartásnak.

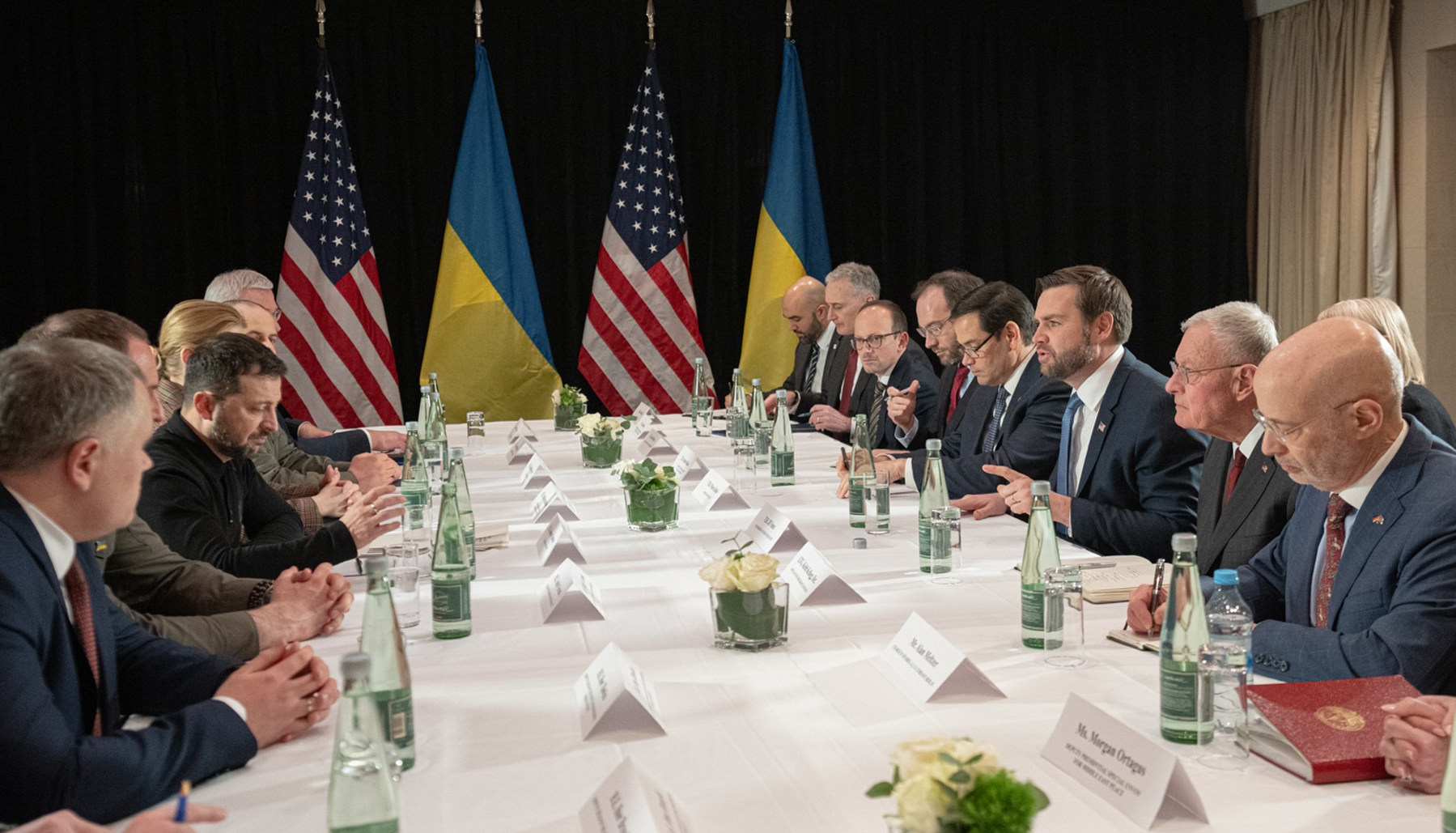
Az amerikai delegáció (jobbról) és Zelenszkij (balról) a 61. Müncheni Biztonsági Konferencián

Később aznap Trump azt nyilatkozta, hogy egy „nagyon produktív telefonhívást” folytatott Vlagyimir Putyin orosz elnökkel, és megegyeztek a tárgyalások megkezdésében a két fél között, illetve abban, hogy meg fogják látogatni egymás országait. Trump ezek mellett telefonon beszélt Volodimir Zelenszkij ukrán elnökkel is, aki azt mondta, hogy „együtt az Egyesült Államokkal tervezzük következő lépéseinket, hogy véget vessünk az orosz agressziónak, és biztosítsunk egy tartós, megbízható békét.” Trump tagadta, hogy kizárta volna Zelenszkijt a tárgyalásokból, és kifejezte reményét, hogy Kína segítene véget vetni a háborúnak.

Ukrajna és európai szövetségeseinek nem tetszett, hogy Trump egyedül kezdett el tárgyalni Putyinnal és hajlandó volt különböző engedményeket ajánlani az oroszoknak. Zelenszkij azt mondta, hogy Ukrajna nem fog elfogadni semmilyen béketervet, amelyet nélküle hoztak létre, míg Andrij Szibiha külügyminiszter kijelentette, hogy „Semmiben nem lehet megegyezni Ukrajnáról Ukrajna nélkül.” John Bolton, Trump nemzetbiztonsági tanácsadója első elnöksége során azt nyilatkozta, hogy:
„Trump lényegében feladta magát Putyinnak, mielőtt a tárgyalások megkezdődtek volna... A vélemények, amelyeket Hegseth védelmi miniszter osztott... olyan feltételeket mutatnak egy megegyezésről, amelyet akár a Kreml is felrajzolhatott volna.”
Másnap Hegseth megpróbálta semmissé tenni néhány korábbi kijelentését, megosztva, hogy semmilyen lehetőséget nem zártak ki a tárgyalások folyamán. Február 16-án Marco Rubio külügyminiszter kijelentette, hogy Ukrajna és Európa részei lesznek az „igazi tárgyalásoknak” a háború végéről. Trump ugyanezen a napon azt mondta, hogy Zelenszkij részese lesz a folyamatnak.
Február 17-én kiderült, hogy a Trump-kormány meg akarta szerezni Ukrajna érc-, és olajforrásainak a felét a segítségükért cserében. Trump pár nappal korábban azt nyilatkozta, hogy „Lehet megegyezünk. Lehet nem egyezünk meg. Lehet egy nap oroszok lesznek, lehet egy nap nem lesznek oroszok. Vissza akarom kapni a pénzem.”

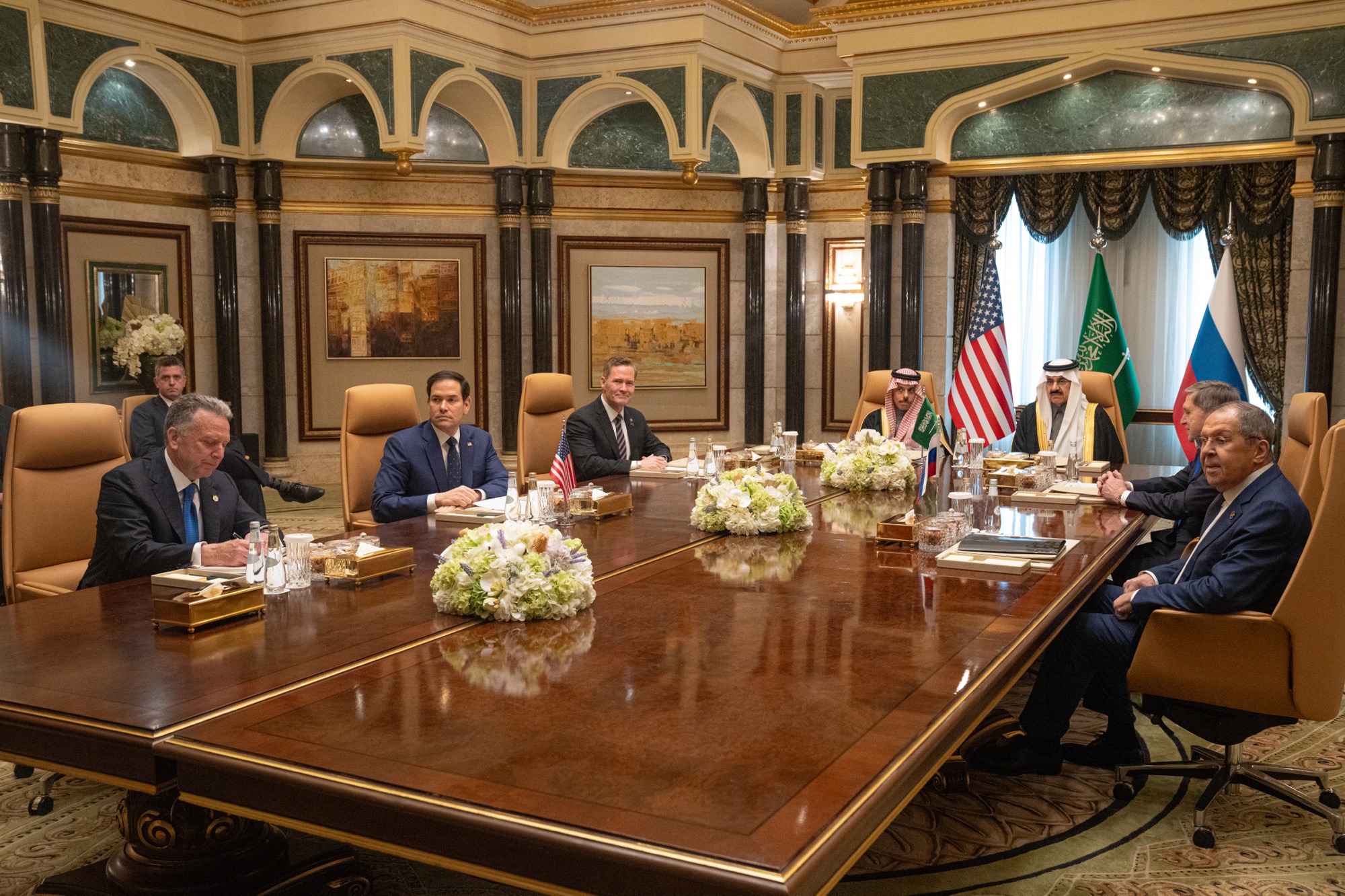
Amerikai és orosz delegációk Szaúd-Arábiában

Február 18-án egy amerikai és orosz delegáció találkozott Rijádban, hogy elkezdjék tárgyalni a háború végét. Ukrán képviseletet nem hívtak meg. Az orosz oldal élén Szergej Lavrov külügyminiszter volt, az amerikai oldalon pedig Rubio, akihez csatlakozott Michael Waltz nemzetbiztonsági tanácsadó és Steve Witkoff. Witkoff megosztotta, hogy jó „kapcsolatot és barátságot” alakított ki Putyinnal egy titkos útja során Moszkvába.
Február 21-én Trump azt nyilatkozta, hogy Oroszország támadta meg Ukrajnát, de Zelenszkijnek és Bidennek lépéseket kellett volna tennie, hogy ezt megakadályozzák, ahelyett, hogy megengedték volna Putyinnak, hogy megkezdje a háborút. Kijelentette, hogy Zelenszkijnek és Putyinnak el kellett kezdenie a tárgyalásokat, hogy megakadályozzák további fiatal katonák, és „több millió” ember halálát. Rubio szerint Trump tudni akarta, hogy Oroszország komolyan gondolja-e a háború befejezését.
2025. február 28-án Zelenszkij személyesen találkozott Washingtonban Trumppal és Vance-szel az Ovális Irodában. Az ukrán elnök idő előtt távozott a találkozó után, az ukrán ásványkincsek kérdésében sem állapodtak meg, miután Trump és Vance kamerák előtt lehordta az elnököt, amiért „nem elég hálás az amerikai segítségért.” Trump a közösségi oldalán azt írta, hogy „Úgy döntöttem, hogy Zelenszkij elnök nem áll készen a békére, ha Amerika részt vesz, mert úgy érzi, hogy részvételünk nagy előnyt biztosít számára a tárgyalások során. Én nem előnyt akarok, hanem békét. Megsértette az Egyesült Államokat annak nagy becsben tartott Ovális Irodájában. Akkor térhet vissza, amikor készen áll a békére.” Ezt követően Donald Trump március 3-án ideiglenesen felfüggesztette az Ukrajnának nyújtott katonai segélyeket.

##### Személyes támadások Ukrajna vezetői ellen
2025. február 18-án a rijádi tárgyalások után Trump Ukrajnát hibáztatta az orosz invázióért: „Soha nem lett volna szabad ezt elkezdeni. Megegyezhettetek volna.” Azt nyilatkozta, hogy Ukrajnában új elnökválasztásra van szükség – annak ellenére, hogy ez alkotmányellenes háborús időszakban, és logisztikailag szinte teljesen lehetetlen, illetve minden ukrán párt megegyezett abban, hogy a választásokat elhalasztják a háború utáni időszakra – és hamisan kijelentette, hogy Zelenszkij támogatottsága csak 4% volt. Ez hasonló volt a Kreml kijelentéseihez Ukrajna vezetőségének „illegitimitásáról.” Zelenszkij erre azzal válaszolt, hogy Trump egy „dezinformációs buborékban” élt. Az időszakban elvégzett közvélemény-kutatások szerint az ukrán lakosság 57%-a bízott Zelenszkijben, Ukrajna digitális ügyi minisztere hozzátette, hogy az ukrán elnök támogatottsága 4–5%-kal magasabb, mint Trumpé.
Február 19-én Trump azt írta közösségi média oldalán, hogy Zelenszkij egy diktátor volt, míg Vance felszólította Zelenszkijt, hogy ne mondjon rossz dolgokat az amerikai elnökről. Február 28-án a Fehér Ház által küldött Lindsey Graham szenátor kérte Zelenszkij lemondását az amerikai és ukrán elnökök találkozása után.
Trump megszólalásait az Egyesült Államok sok szövetségese kritizálta, mint Keir Starmer brit miniszterelnök, aki megjegyezte, hogy az Egyesült Királyság is felfüggesztette választásait a második világháború közben, Olaf Scholz német kancellár, Richard Marles ausztrál védelmi miniszter, illetve republikánus kongresszustagok is felszólaltak az elnök kijelentései ellen. Február 27-én, egy Starmerrel közös sajtótájékoztató közben Trump visszavonta kijelentését, azt nyilatkozva, hogy „Ezt mondtam? Nem hiszem el, hogy ezt mondtam.”

#### Szövetségesek
Emmanuel Macron francia elnök és más vezetők egyre inkább aggódni kezdtek az új amerikai kormány retorikája és lépései miatt, amelyet követően február 15-én összehívtak egy európai vezetői gyűlést Párizsba két nappal későbbre.
A párizsi gyűlésen részt vett többek között Keir Starmer brit miniszterelnök, Olaf Scholz német kancellár, Giorgia Meloni olasz miniszterelnök, Donald Tusk lengyel miniszterelnök, Pedro Sánchez spanyol miniszterelnök, Dick Schoof holland miniszterelnök, Mette Frederiksen dán miniszterelnök, Mark Rutte NATO-főtitkár, Ursula von der Leyen Európai Bizottság-elnök, és António Costa Európai Tanács-elnök.
A 61. Müncheni Biztonsági Konferencián Volodimir Zelenszkij kijelentette, hogy „az évtizedek óta tartó régi kapcsolat Európa és Amerika között elkezdett véget érni. Mostantól minden más lesz, és Európának ehhez hozzá kell szoknia.” Azt követően, hogy Zelenszkij látogatása az Egyesült Államokba 2025 februárjában sikertelen volt, és az amerikaiak támogatásuk megvonásával fenyegetőztek, több ország megalapította a tettre készek koalícióját Ukrajna megsegítésére.
Egyik fontos szövetségese második elnöksége alatt Nayib Bukele salvadori diktátor lett, akit a Fehér Házban is fogadott, és kinek Terrorizmuskorlátozási Központ (CECOT) nevű börtönébe sok embert deportált. A börtön ismert arról, hogy sok személy befogadására képes, akik viszont borzalmas körülmények között élnek, cellánként akár 60–70 ember is lakhat, kínzás és bántalmazás is gyakori.

## A kongresszusban
Pártja, a republikánusok és az ellenzék az amerikai kongresszusban.
|             |           | Szenátusi vezetők | Szenátusi vezetők | Képviselőházi vezetők | Képviselőházi vezetők |
| Kongresszus | Év        | Többség           | Ellenzék          | Házelnök              | Ellenzék              |
| ----------- | --------- | ----------------- | ----------------- | --------------------- | --------------------- |
| 119.        | 2025–2027 | Thune             | Schumer           | Johnson               | Jeffries              |
| 120.        | 2027–2029 |                   |                   |                       |                       |

| Kongresszus | Szenátus     | Képviselőház  |
| ----------- | ------------ | ------------- |
| 119.        | 53 (többség) | 220 (többség) |

## Támogatottsága

A Civiqs 2025. január és április közötti felmérése szerint az államok többségében legalább a lakosság relatív többsége úgy érezte, hogy Trump munkássága nem megfelelő, köztük olyan általában republikánus államokban is, mint Texas és Florida

Ugyan eleinte Trump támogatottsága pozitív volt, ez gyorsan megváltozott, már elnökségének második hónapjára az ország lakosságának a többsége nem értett egyet politikájával és ellenezte munkáját.
| Forrás                  | Frissítve        | Támogatottság | Elégedetlenség | Nincs vélemény | Különbség |
| ----------------------- | ---------------- | ------------- | -------------- | -------------- | --------- |
| Real Clear Politics     | 2025. július 31. | 46,3%         | 51,4%          | 2,3%           | −5,1%     |
| Decision Desk HQ        | 2025. július 30. | 44,2%         | 52,9%          | 2,9%           | −8,7%     |
| Ballotpedia             | 2025. július 31. | 44,0%         | 53,0%          | 3,0%           | −9,0%     |
| Silver Bulletin         | 2025. július 31. | 44,2%         | 53,0%          | 2,8%           | −8,8%     |
| Race to the WH          | 2025. július 31. | 43,9%         | 53,1%          | 3,0%           | −9,2%     |
| VoteHub (Time-Weighted) | 2025. július 31. | 44,1%         | 52,8%          | 4,1%           | −8,7%     |
| Strength in Numbers     | 2025. július 27. | 42,1%         | 54,5%          | 3,4%           | −12,4%    |

### Vélemények
Stephen King amerikai író szerint nem a regényei, hanem maga Donald Trump és a kormánya az igazi horror.

## Fordítás
Ez a szócikk részben vagy egészben  a   Second presidency of Donald Trump című angol Wikipédia-szócikk ezen változatának fordításán alapul.  Az eredeti cikk szerkesztőit annak laptörténete sorolja fel. Ez a jelzés csupán a megfogalmazás eredetét és a szerzői jogokat jelzi, nem szolgál a cikkben szereplő információk forrásmegjelöléseként.